# テトリ
テトリ（グルジア語: თეთრი）とは、ジョージアで1995年から流通し始めた使用されている補助通貨。 
テトリ（「白」）という名称は、古代および中世のグルジアで知られる、金、銀、銅などの硬貨を意味する用語から採用された。 「テトリ」という用語の複数形は「テトレビ」であるが、グルジア語では量が指定されている場合、単数形を用いるため、実際には「テトリ」の複数形は単に「テトリ」である。 
場合によっては、テトリはソビエト時代のロシアの小数通貨コペイカに由来する「カピキ」と非公式に呼ばれる。 
100テトリ=1ラリ

## ギャラリー
ジョージアで鋳造された現代の貨幣
（3.78ピクセル/ミリメートルまたは96ピクセル/インチで画像をレンダリングする場合は、ほぼ実際の硬貨のサイズで表示される）

1テトリ（1993年に鋳造開始、2021年1月1日流通停止、2022年1月1日失効）
直径 15.0ミリメートル
厚さ 1.25ミリメートル
素材 ステンレス鋼
重量 1.38グラム

2テトリ（1993年に鋳造開始、2021年1月1日流通停止、2022年1月1日失効）
直径 17.5ミリメートル
厚さ 1.25ミリメートル
素材 ステンレス鋼
重量 1.90グラム

5テトリ（1993年に鋳造開始）
直径 20.0ミリメートル
厚さ 1.32ミリメートル
素材 ステンレス鋼
重量 2.50グラム

10テトリ（1993年に鋳造開始）
直径 22.0ミリメートル
厚さ 1.27ミリメートル
素材 ステンレス鋼
重量 3.00グラム

20テトリ（1993年に鋳造開始）
直径 25.0ミリメートル
厚さ 1.62ミリメートル
素材 ステンレス鋼
重量 5.00グラム

50テトリ（1993年に鋳造開始）
直径 19.0ミリメートル
厚さ 1.40ミリメートル
素材 銅
重量 2.50グラム

50テトリ（2006年に鋳造開始）
直径 24.0ミリメートル
厚さ 不明
素材 銅ニッケル合金
重量 6.50グラム